# Rime (Cecco Angiolieri)
Le rime o sonetti di Cecco Angiolieri sono una raccolta di componimenti poetici in forma di sonetti, attribuiti al poeta senese attivo tra la fine del XIII e l’inizio del XIV secolo, contemporaneo di Dante Alighieri. L’opera rappresenta uno dei più significativi esempi della poesia comico-realistica medievale e costituisce una voce dissacrante e antitetica rispetto alla coeva produzione stilnovista .

## Contesto storico e letterario
Cecco Angiolieri visse a Siena tra il 1260 e il 1312 circa, in un’epoca caratterizzata da forti tensioni civili e da un vivace fermento culturale . La sua opera si colloca nel solco della tradizione comica toscana, e appare come una risposta caricaturale e polemica al Dolce stil novo, corrente poetica allora dominante, rappresentata da autori come Guido Guinizelli, Guido Cavalcanti e lo stesso Dante Alighieri.
I sonetti di Cecco furono tramandati attraverso vari codici manoscritti, poi raccolti e pubblicati in edizioni moderne, tra cui una delle più complete riunisce circa 150 componimenti . Alcune delle sue rime sono indirizzate direttamente a Dante, in un rapporto di amicizia polemica, di cui resta traccia in più sonetti .

## Struttura e stile
La raccolta delle Rime è costituita esclusivamente da sonetti, genere poetico che Cecco sfrutta con straordinaria vitalità e libertà espressiva . Contrariamente alla compostezza lirica degli stilnovisti, la sua poesia adotta uno stile tagliente, impetuoso, caricaturale, ricco di allusioni autobiografiche, espressioni popolari, invettive e riferimenti alla vita quotidiana .
Malgrado l’apparente spontaneità, l’elaborazione formale delle sue rime è frutto di una cosciente costruzione retorica. L’autore dimostra infatti una raffinata padronanza dei meccanismi poetici, che impiega per parodiare e capovolgere i topoi dell’amor cortese e dell’ideale stilnovista .

## Temi
I temi trattati da Cecco Angiolieri si distaccano radicalmente dalla spiritualità e dall’idealismo amoroso dei poetae novi . Nelle sue rime emergono:
- La sensualità e la concretezza dell’amore terreno, spesso rappresentato in chiave volgare o brutale [1];
- La miseria quotidiana e la vita cittadina tra osterie, debiti, e conflitti familiari [3];
- La critica sociale, espressa attraverso l’irriverenza verso il potere, la religione, le donne e persino la figura paterna [1];
- La fortuna e il denaro, celebrati in chiave epicurea e goliardica, in assonanza con i temi dei Carmina Burana [3].

Celebre in questo senso è il sonetto S'i' fosse foco, considerato un manifesto dell’anarchismo poetico di Cecco, così come Tre cose solamente mi so 'n grado e La mia malinconia è tanta e tale .

## Ricezione critica
Per lungo tempo la critica ha ridotto la poesia di Cecco a un prodotto spontaneo, poco riflessivo e trasgressivo per natura, in linea con l’immagine stereotipata del “poeta maledetto medievale”. Tuttavia, studi più recenti hanno rivalutato la sua opera, sottolineandone la complessità espressiva e la consapevolezza letteraria . Cecco non è solo un autore comico, ma un raffinato interprete della cultura del suo tempo, capace di usare la parodia come strumento critico e creativo .
Alcuni sonetti sono stati oggetto di particolare attenzione, tra cui Becchin’ amore, i’ ti solev’odiare, in cui l’amante appare come figura sensuale e meschina, radicalmente opposta alla Beatrice dantesca . Le sue invettive contro Dante, poi, testimoniano un confronto acceso ma anche un dialogo tra due poetiche opposte .

## Rime

### Accorri accorri accorri, uom, a la strada!
– Accorri accorri accorri, uom, a la strada!

– Che ha’, fi’ de la putta? – I’ son rubato.

– Chi t’ha rubato? – Una che par che rada

come rasoio, si m’ha netto lasciato.

     – Or come non le davi de la spada?

– I’ dare’ anz’a me. – Or se’ ’mpazzato?

– Non so che ’l dà, così mi par che vada.

– Or t’avess’ella cieco, sciagurato!

     – E vedi che ne pare a que’ che ’l sanno?

– Di’ quel che tu mi rubi. - Or va con Dio,

ma anda pian, ch’i’ vo’ pianger lo danno,

     ché ti diparti. – Con animo rio!

– Tu abbi ’l danno con tutto ’l malanno!

– Or chi m’ha morto? – E che diavol sacc’io?
     – Corri, corri, corri, uomo, sulla strada! 

– Che c'è, figlio di una buona donna? – Sono stato derubato. 

– Chi ti ha rubato? – Una che sembra rasare come un rasoio, mi ha lasciato senza niente. 

– E perché non le hai dato la spada? 

– L'avrei data prima a me. – Ora sei impazzito? 

– Non so che fare, così mi sembra che vada. 

– Ti avesse almeno reso cieco, sciagurato! 

– E vedi cosa ne pensano quelli che lo sanno? 

– Di’ cosa ti hanno rubato. – Ora vai con Dio, 

ma vai piano, voglio piangere il danno, 

perché te ne vai. – Con cuore cattivo! 

– Prenditi il danno con tutto il male! 

– Chi mi ha ucciso? – E che diavolo ne so io? 
La poesia presenta un dialogo surreale e drammatico, in cui un personaggio, apparentemente vittima di un furto, racconta il suo disagio e confusione. La scena si sviluppa attraverso un intenso scambio verbale tra due figure: una chiede spiegazioni sull’accaduto, mentre l’altro, evidentemente sopraffatto dalla situazione, risponde in modo frammentario, quasi delirante. Il furto, che inizialmente sembra essere quello di un oggetto fisico, si rivela una sottrazione più profonda, simbolica e misteriosa, forse legata a una perdita di sé o di un valore fondamentale. L'uso del linguaggio popolare e colloquiale accentua l'intensità emotiva, mentre il finale inquietante suggerisce l’irrazionalità e l'impossibilità di comprendere pienamente il dolore e la perdita. La poesia evoca un senso di alienazione e di frustrazione, ponendo il lettore di fronte a un enigma senza soluzione apparente.